# Mycoplasmatales
Mycoplasmatales — порядок бактерій, що належить до класу Mollicutes. Цей порядок містить одну родину Mycoplasmataceae, яка містить два роди: Mycoplasma (160 видів) та Ureaplasma (8 видів). Всі ці види характеризуються малим геномом, що є наслідком регресивної еволюції від спільного предка з відділу Firmicutes. Представники порядку Mycoplasmatales потребують стерол для росту, не мають клітинної стінки, є коменсалами або паразитами широкого кола хребетних хазяїв. Деякі види цього порядку здатні гідролізувати сечовину.